# Stiepan Mamonow
Stiepan Kiriłłowicz Mamonow (Степан Кириллович Мамонов) (ur. 10 grudnia?/23 grudnia 1901 we wsi Rysiewka, zam. 24 kwietnia 1967 w Woroneżu) – radziecki wojskowy, generał lejtnant.

## Życiorys
Urodził się we wsi Rysiewka (Gubernia orenburska).
We wrześniu 1919 roku został powołany do Armii Czerwonej i został skierowany do samodzielnego batalionu inżynieryjnego Frontu Turkiestaństwego, w składzie którego wziął udział w wojnie domowej. W okresie od lipca do września 1920 roku był słuchaczem w partyjnej szkole Zarządu Politycznego 1 Armii Frontu Turkiestańskiego. Po ukończeniu szkolenia został nauczycielem w Zarządzie Politycznym 1 Armii.
Po zakończeniu działań bojowych był kursantem szkoły dowódców piechoty od kwietnia 1921 roku. Po ukończeniu kursu mianowany został dowódcą drużyny w 2 pułku strzeleckiego. Następnie od listopada 1923 roku pełnił służbę w 242 pułku strzeleckim 81 Dywizji Strzeleckiej, gdzie kolejno był dowódca drużyny, plutonu i p.o. dowódcy kompanii. W sierpniu 1926 roku został słuchaczem Moskiewskiej szkoły piechoty, a po powrocie do 81 Dywizji Strzeleckiej został dowódcą kompanii, a potem komendantem szkoły pułkowej 243 pułku strzeleckiego. W grudniu 1931 roku został szefem sztabu 143 pułku strzeleckiego 48 Dywizji Strzeleckiej.
W kwietniu 1932 roku został skierowany na Daleki Wschód, gdzie został szefem sztabu 6 samodzielnego pułku rolnego. Od 2 stycznia 1936 roku dowódca 117 pułku strzeleckiego 39 Dywizji Strzeleckiej, a 2 października 1937 został szefem sztabu 92 Dywizji Strzeleckiej. Od czerwca 1938 roku dowódca 22 Dywizji Strzeleckiej. Na tym stanowisku brał udział w walkach nad jeziorem Chasan z wojskami japońskimi. W dniu 3 lipca 1939 roku został dowódcą 40 Dywizji Strzeleckiej.
Po ataku Niemiec na ZSRR pozostawał na stanowisku dowódcy dywizji, która zajmowała pozycje obronne wzdłuż granicy państwowej na Dalekim Wschodzie. W styczniu 1942 roku został zastępcą dowódcy 25 Armii, a 23 sierpnia 1942 roku został dowódcą 39 Korpusu Strzeleckiego. W październiku 1942 roku został dowódcą 15 Armii, która dowodził do września 1945 roku, kiedy armia została rozformowana. W tym czasie dowodził armią w czasie wojny radziecko-japońskiej w składzie 2 Frontu Dalekowschodniego. Uczestniczył w operacji kwantuńskiej.
Po zakończeniu wojny skierowany na wyższy kurs dowódczy w Akademii Sztabu Generalnego im. Woroszyłowa, który ukończył w 1947 roku. W maju 1947 roku został dowódcą 27 Korpusu Strzeleckiego, a w lipcu 1950 roku został zastępcą dowódcy Uralskiego OW. W okresie od listopada 1953 do lipca 1957 przebywał w Chinach, gdzie był starszym doradcą wojskowym Chińskiej Armii Ludowo-Wyzwoleńczej. Po powrocie do ZSRR w sierpniu 1957 roku został zastępcą dowódcy Woroneskiego OW. W 1960 roku przeniesiony do rezerwy.
Po przeniesieniu do rezerwy zamieszkał w Woroneżu, gdzie zmarł  i został pochowany na cmentarzu Kominternowskim.

## Awanse
- kombrig (Комбриг) (04.11.1939, rozkaz nr 04585)
- generał major (Генерал-майор) (07.10.1941, rozkaz nr 2129)
- generał lejtnant (Генерал-лейтенант) (13.09.1944, rozkaz nr 1241)

## Odznaczenia
- Order Lenina (21.02.1945[3])
- Order Czerwonego Sztandaru (trzykrotnie – 04.06.1944[4], 03.11.1944[5], 15.11.1950[6])
- Order Kutuzowa I st. (08.09.1945[7])
- Medal „Za zwycięstwo nad Niemcami w Wielkiej Wojnie Ojczyźnianej 1941–1945” (1945[5])
- Medal „Za zwycięstwo nad Japonią” (1945)
- Medal jubileuszowy „30 lat Armii Radzieckiej i Floty” (1948)
- Medal jubileuszowy „40 lat Sił Zbrojnych ZSRR”
- Medal jubileuszowy „50 lat Sił Zbrojnych ZSRR”